# Air Changan
Chang An Airlines (tên đầy đủ bằng tiếng Trung: 长安航空有限责任公司; tiếng Việt: "Công ty trách nhiệm hữu hạn hàng không Trường An") là một hãng hàng không có trụ sở tại Tây An, Cộng hòa Nhân dân Trung Hoa. Hãng cung cấp dịch vụ bay nội tỉnh và đi các tỉnh lân cận

## Đội bay
Đến tháng 3 năm 2007, Changan Airlines có các tàu bay sau:
- 4 Airbus A319-100
- 2 Boeing 737-700
- 4 Boeing 737-800

### Các tàu bay đã sử dụng
Vào tháng 8 năm 2006 hãng cũng có :
- 2 Bombardier Dash 8 Q400